# Цінова політика
Цінова політика — це принципи та методики визначення цін на товари та послуги.
Виділяють мікро- (на рівні фірми) та макро- (у сфері державного регулювання цін та тарифів) рівні формування цін.

## Цінова політика фірми
Цінова політика фірми формується у рамках загальної стратегії фірми та включає цінову стратегію та тактику ціноутворення. Цінова стратегія передбачає позиціонування запропонованого товару над ринком. Виділяють різні підходи до визначення цільового сегмента та побудови стратегії (матриця Ансоффа, матриця БКГ, матриця Портера). Також у рамках цінової стратегії вибираються використовувані методики визначення (встановлення) ціни, і навіть форми цінової дискримінації.
Надалі у межах реалізації стратегії розробляються тактичні заходи (для стимулювання продажів), включаючи системи цінових знижок та нецінових заохочень покупців.
У ході реалізації цінової політики керівництво фірми має коригувати безпосередні заходи та слідкувати за часом зміни стратегії. Ціни активно використовуються у конкурентній боротьбі для забезпечення достатнього рівня прибутку. Визначення цін товарів та послуг є одним із найважливіших проблем будь-якого підприємства, оскільки оптимальна ціна може забезпечити його фінансове благополуччя. Політика цін, що проводиться, багато в чому залежить від виду запропонованих підприємством товарів або послуг. Вона формується у зв'язку з плануванням виробництва товарів чи послуг, виявленням запитів споживачів, стимулюванням продажів. Ціна повинна встановлюватися таким чином, щоб, з одного боку, задовольняти потреби та потреби покупців, а з іншого — сприяти досягненню поставлених підприємством цілей, які полягають у забезпеченні надходження достатніх фінансових ресурсів. Цінова політика спрямована на встановлення таких цін товарів і послуг залежно від ринкової кон'юнктури, що складається, які дозволять отримати запланований підприємством обсяг прибутку і вирішити інші стратегічні та оперативні завдання.
У рамках загальної політики ціноутворення рішення приймаються відповідно до положення на цільовому ринку підприємства, методами та структурою маркетингу. Загальна цінова політика передбачає здійснення скоординованих дій, вкладених у досягнення довго- і короткострокових цілей підприємства. При цьому його керівництво визначає загальну цінову політику, пов'язуючи в інтегровану систему окремі рішення: взаємозв'язок цін товарів у рамках номенклатури фірми, частоту використання спеціальних знижок та зміни цін, співвідношення цін із цінами конкурентів, вибір методу встановлення цін нових товарів.
Визначення політики ціноутворення базується на основі таких питань:
- яку ціну міг би заплатити за товар покупець;
- як впливає на обсяг продажів зміна ціни;
- які складові компоненти витрат;
- який характер конкуренції у сегменті ринку;
- яким має бути рівень порогової ціни (мінімальної), що забезпечує беззбитковість фірми;
- яку знижку можна надати покупцям;
- чи вплинуть збільшення обсягу продажу доставка товару та інші додаткові послуги.

Загальна політика підприємства у результаті має бути спрямовано задоволення конкретних потреб людини. Проте, якщо споживач вагається, якому товару віддати перевагу, ґрунтуючись найчастіше на неусвідомлених міркуваннях, підприємство у вигляді проведення активної збутової політики має спробувати спричинити його вибір на користь своєї продукції. Тому визначення цінової політики є одним з найважливіших напрямів практичної діяльності підприємства, оскільки за будь-яких умов неприпустимо встановлювати ціни без серйозного аналізу можливих наслідків кожного з варіантів вирішення цього питання.
Цінова політика відбиває загальні цілі фірми, що вона прагне досягти, формуючи ціни своєї продукції. Політика цін - це загальні принципи, яких підприємство збирається дотримуватися у сфері встановлення цін своїх товарів чи послуг.
За допомогою різних методів ціноутворення встановлюють конкретну ціну залежно від певних обставин чи поставленої мети. Для прийняття остаточного рішення щодо цін менеджер повинен розглянути всі запропоновані варіанти розрахунку цін. У процесі встановлення ціни продукції підприємство (фірма) має чітко визначити цілі, які хоче досягти. Чим ясніше уявлення про них, тим легше встановлювати ціни на нову продукцію. До можливих цілей цінової політики відносяться:
- забезпечення виживання фірми;
- максимізація поточного прибутку;
- завоювання лідерства за показником «частка ринку»;
- завоювання лідерства за показником «якість продукції»;
- політика 'зняття вершків';
- короткострокове збільшення обсягів збуту продукції.

При аналізі ціни конкурента основна увага має бути приділена системі знижок, які він надає. У світовій практиці нараховується близько 20 видів знижок із ціни:
- бонусні знижки за оборот надаються постійним покупцям залежно від обороту продажів;
- прогресивні знижки надаються покупцеві за кількість, обсяг покупки, серійність;
- товарообмінний залік чи знижка надається повернення старого, раніше купленого в даної фірми товару;
- експортна знижка під час продажу товару на експорт;
- функціональні знижки або знижки у сфері торгівлі надаються виробникам службами руху товарів за виконання певних функцій;
- спеціальні знижки надаються продавцем тим покупцям, у яких продавець більш зацікавлений;
- приховані знижки надаються покупцеві у вигляді безкоштовних зразків (пробників та ін.).

## Цінова політика держави
Цінова політика держави — це діяльність центральних і місцевих органів виконавчої влади, спрямована на досягнення трьох основних цілей: послідовного проведення цінової лібералізації, державного регулювання цін (тарифів) на окремі види товарів (послуг) та здійснення контролю за їх додержанням.
В Україні державне регулювання цін регламентується законами «Про ціни та ціноутворення» [Архівовано 5 грудня 2021 у Wayback Machine.] (1990 р.), «Про обмеження монополізму та недопущення недобросовісної конкуренції у підприємницькій діяльності» [Архівовано 5 грудня 2021 у Wayback Machine.] (1992 р.) та «Про місцеве самоврядування в Україні» [Архівовано 5 травня 2021 у Wayback Machine.] (1997 р.) з відповідними змінами та доповненнями. Закони у сфері ціноутворення встановлюють основні правила формування цін у країні, методи їх регулювання, порядок контролю за цінами та відповідальність за його порушення, права та обов’язки окремих органів виконавчої влади у сфері ціноутворення. Для практичного використання зазначених законів вони доповнюються й конкретизуються спеціальними рішеннями парламенту, указами Президента чи постановами уряду. До таких актів, зокрема, належать постанови Кабінету Міністрів України «Про встановлення повноважень органів виконавчої влади та виконавчих органів міських рад щодо регулювання цін (тарифів)» (1996 р.), «Положення про державне регулювання цін (тарифів) на продукцію виробничо-технічного призначення, товари народного споживання, роботи та послуги монопольних утворень» (1995 р.), «Про удосконалення порядку формування цін» (1998 р.) та ін.
Державне регулювання цін спрямоване на досягнення певних цілей економічної політики країни. Серед них можна виділити найтиповіші, кожній з яких притаманні відповідні методи державного впливу на процеси ціноутворення. Перша — запобігти руйнівному впливові цін на економіку та стримати інфляцію. Така мета, як правило, ставиться за умов переходу країни від командно-адміністративної до ринкової економіки або в період відтворення ринкових відносин, зруйнованих війною чи соціально-економічною дестабілізацією. За таких умов держава вдається переважно до політики прямого регулювання цін шляхом установлення фіксованих цін на основні види товарів та послуг з одночасним дотуванням їх виробників.
Важливою метою державного регулювання цін є захист внутрішнього ринку від негативного впливу зовнішньої конкуренції. Для цього держава використовує політику протекціонізму, яка, зокрема у сфері ціноутворення, передбачає дотування національних виробників або підвищення цін на окремі імпортні товари до необхідного рівня за допомогою ввізного мита.